# Terre-de-Bancalié
Terre-de-Bancalié is een fusiegemeente (commune nouvelle) in het Franse departement Tarn (regio Occitanie). De plaats maakt deel uit van het arrondissement Albi. Terre-de-Bancalié is op 1 januari 2019 ontstaan door de fusie van de gemeenten Ronel, Roumégoux, Saint-Antonin-de-Lacalm, Saint-Lieux-Lafenasse, Terre-Clapier en Le Travet. 

## Demografie
Onderstaande figuur toont het verloop van het inwonertal (bron: INSEE-tellingen).
Terre-de-Bancalié telde in 2017 1710 inwoners.